# Sibilante
Sibilância é um modo de articulação de consoantes fricativas e africadas, produzida ao projetar um jato de ar com a língua em direção a um canal estreito entre os dentes, que ficam semiabertos; uma consoante que tem sibilância pode ser chamada de sibilante. Exemplos de sibilantes na língua portuguesa são os sons no início das palavras soar, zoar, chá, já e tchau. Os símbolos do Alfabeto Fonético Internacional usados para representar os sons destas sibilantes são, respectivamente, [s] [z] [ʃ] [ʒ] .  Enquanto a consoante [tʃ] é africada,  as outras são fricativas. Sibilantes têm como característica um som intenso, o que explica o seu uso não-linguístico ao chamar a atenção de alguém (ex: chamar alguém usando "sssst!" ou pedir silêncio usando "shhhh!").
Nas sibilantes alveolares (também conhecidas como assobiadas), como [s] e [z], a parte posterior da língua forma um canal estreito a fim de focar o jato de ar mais intensamente, resultando numa tonicidade alta. Já nas sibilantes pós-alveolares (ou chiadas, também chamadas chibilantes), como [ʃ] e [ʒ] em português, a língua fica chata, deixando-as com uma tonicidade mais baixa.
As sibilantes também podem ser chamadas "estridentes", embora tecnicamente não seja um sinônimo. O termo sibilante se refere ao ponto de vista articulatório e aerodinâmico, ou seja, o ar passando pelo obstáculo criado pelos dentes, enquanto o termo "estridente" se refere à qualidade perceptiva do som, e se determina em amplitude e frequência, com total independência do modo articulatório. Fricativas e africadas não-sibilantes produzem as características do seu som diretamente com a língua ou lábios, por exemplo, e o lugar de contato com a boca, sem um envolvimento secundário com os dentes.
A intensidade característica das sibilantes significa que mesmo as menores variações no formato da língua ao produzi-las são perceptíveis, o que explica porque há um grande número de sibilantes que contrastam em muitas línguas.

## Acústica
Sibilantes são mais fortes que os seus equivalentes não-sibilantes, e a maior parte da energia acústica das sibilantes ocorre a uma frequência mais alta que a das outras fricativas. [s] tem a maior força acústica, entre 8000 Hz, mas pode atingir até 10000 Hz. Já [ʃ] tem a força da sua energia acústica entre 4000 Hz, mas pode se estender até 8000 Hz.

## Tipos de Sibilantes
Todas as sibilantes são coronais, ou seja, são produzidas com a ponta ou a parte frontal da língua. Entretanto, há uma grande variedade entre as sibilantes quanto ao formato da língua, ponto de contato na língua e ponto de contato no alto da boca.
As seguintes variáveis afetam a qualidade do som das sibilantes, e, junto com os seus possíveis valores, são ordenados desde os mais tônicos até os menos tônicos:
- Formato da língua: côncavo, alvéolo-palatal, palatoalveolar, retroflexa;
- Ponto de articulação (ponto de contado no alto da boca): dental ou dentialveolar, alveolar, pós-alveolar, palatal;
- Ponto de contato com a língua: laminal, apical, subapical.

Geralmente, os valores de diferentes variáveis ocorrem juntos, para produzir um som mais fraco ou mais forte. Por exemplo, uma consoante laminal dentialveolar sibilante ocorre no polonês, e uma subapical palatal retroflexa sibilante ocorre na língua toda, falada na Índia.

### Formato da Língua
A principal distinção das sibilantes é o formato da língua. A maioria das sibilantes têm um sulco na linha central da língua que ajuda a focar a corrente de ar, mas não se sabe o quanto isso é difundido. Além disso, os seguintes formatos da língua são descritos:
- Côncavo (com um sulco na linha central da língua) (ex: [s z]): por este sulco passa um grande volume de ar que é forçado através de uma abertura tipicamente estreita que direciona o jato de ar de alta velocidade contra os dentes. Por causa da proeminência destes sons, são as sibilantes mais comuns e estáveis entre as línguas. [s] e [z]  estão presentes no português, como nas palavras aceite e azeite, respectivamente. São as sibilantes mais fortes, com mais tonicidade.
- Alvéolo-palatal (ex: [ɕ ʑ]): língua convexa e altamente palatalizada (o meio da língua é curvado e levantado).
- Palatoalveolar (ex: [ʃ ʒ]): língua convexa e moderadamente palatizada.  Estes sons ocorrem no português, como nas palavras chato e jato, respectivamente.Pontos de articulação e de contato com a língua das sibilantes:
3. Dental, entre 3 e 4. Dentialveolar, 4. Alveolar, 5. Pós-alveolar, 6. Pré-palatal, 7. Palatal, 16. Laminal, 17. Apical, 18. Subapical

Pontos de articulação e de contato com a língua das sibilantes:
3. Dental, entre 3 e 4. Dentialveolar, 4. Alveolar, 5. Pós-alveolar, 6. Pré-palatal, 7. Palatal, 16. Laminal, 17. Apical, 18. Subapical

- Retroflexo (ex: [ʂ ʐ]): com uma língua chata ou côncava e sem nenhuma palatização. Estes sons ocorrem de várias diferentes maneiras, algumas também conhecidas por outros nomes (ex: "pós-alveolar chata" ou "apicoalveolar", o "s" pronunciado por pessoas com sigmatismo (língua presa), ou em alguns dialetos do espanhol). As consoantes subapicais palatais, as verdadeiras retroflexas, são as sibilantes mais fracas, as com menos tonicidade.

### Ponto de Articulação
As sibilantes podem ser feitas com qualquer articulação coronal, ou seja, a língua pode tocar o céu da boca em qualquer lugar, desde os dentes superiores (dental, número 3 na figura ao lado) até o palato duro (palatal, número 7), e entre esses dois pontos sendo dentialveolar, alveolar (4) e pós-alveolar (5).

### Ponto de Contato com a Língua
A língua pode tocar a parte superior da boca com a ponta da língua (articulação apical, número 17 na figura ao lado, ex:[ʃ̺]); com a superfície logo atrás da ponta, chamada lâmina da língua (articulação laminal, número 16, ex: [ʃ̻]); ou com a parte debaixo da ponta da língua (articulação subapical, número 18). Articulações apicais e subapicais têm sempre a língua erguida, com a ponta da língua acima dos dentes, enquanto articulações laminais podem ter a língua tanto erguida como abaixada, com a ponta da língua atrás dos dentes inferiores. Esta distinção é particularmente importante para sibilantes retroflexas porque todas as três variedades podem ocorrer com uma diferença perceptível na qualidade do som. Articulações laminais com a língua abaixada podem ter uma distinção adicional, pois podem ser feitas dependendo de onde exatamente a ponta da língua é posta atrás dos dentes inferiores.

## Símbolos do AFI
A tabela a seguir mostra os tipos de sibilantes fricativas definidas pelo Alfabeto Fonético Internacional:
| Surda | Surda                           | Surda     | Surda           | Surda     | Surda       | Sonora | Sonora                           | Sonora       | Sonora     | Sonora  | Sonora      |
| AFI   | Descrição                       | Exemplo   | Exemplo         | Exemplo   | Exemplo     | AFI    | Descrição                        | Exemplo      | Exemplo    | Exemplo | Exemplo     |
| AFI   | Descrição                       | Idioma    | Ortografia      | AFI       | Significado | AFI    | Descrição                        | Idioma       | Ortografia | AFI     | Significado |
| ----- | ------------------------------- | --------- | --------------- | --------- | ----------- | ------ | -------------------------------- | ------------ | ---------- | ------- | ----------- |
|       | sibilante alveolar surda        | português | soar            | [soaɾ]    | soar        |        | sibilante alveolar sonora        | português    | zoar       | [zoaɾ]  | zoar        |
|       | sibilante alvéolo-palatal surda | mandarim  | 小 (xiǎo)       | [ɕiɑu˨˩˦] | pequeno     |        | sibilante alvéolo-palatal sonora | polaco       | zioło      | [ʑɔwɔ]  | erva        |
|       | sibilante pós-alveolar surda    | português | chato           | [ʃatu]    | chato       |        | sibilante pós-alveolar sonora    | português    | jato       | [ʒatu]  | jato        |
|       | sibilante retroflexa surda      | mandarim  | 上海 (Shànghǎi) | [ʂɑ̂ŋ.xàɪ] | Xangai      |        | sibilante retroflexa sonora      | russo polaco | жаба żaba  | [ʐaba]  | sapo rã     |

Diacríticos podem ser usados para mais detalhes. Por exemplo, alveolares apicais e laminais podem ser especificadas como [s̺] vs [s̻]; uma sibilante dental (ou mais precisamente dentialveolar), como [s̪]; uma alveolar palatizada, como [sʲ]; e uma "sibilante retraída" comum, como [s̠].

## Contrastes Linguístico entre as Sibilantes
Sem incluir diferenças no ponto de articulação ou articulação secundária, alguns idiomas tem até quatro tipos de sibilantes. Por exemplo, o qiang setentronial e o qiang meridional têm 4 maneiras de distinção entre as sibilantes africadas /ts/ /tʂ/ /tʃ/ /tɕ/, com cada um dos quatro formatos da língua. O idioma toda, da Índia, também tem 4 maneiras de distinção de sibilantes, uma palatoaolveolar e duas retroflexas (apical pós-alveolar e subapical palatal).
A agora extinta língua ubykh é particularmente complexa, com um total de 27 sibilantes. Não só são representados todos  os 4 formatos da língua, como também possui palatoalveolares e alvéolo-palatais labializadas. Além disso, há uma distinção de 5 maneiras entre fricativas surdas e sonoras, africadas surdas e sonoras e africadas ejetivas (faltam as três africadas palatoalveolares labializadas, o motivo de serem 27 sibilantes e não 30). O dialeto bzyp da língua abcázia também tem um inventário similar. 
Algumas línguas têm 4 tipos quando a palatalização é levada em conta. O polaco é um exemplo, com dois pares de dentialveolar laminais (um palatizado e um não-palatizado), pós-alveolar laminal (ou "retroflexa chata") e alvéolo-palatal ([s̪ z̪] [s̪ʲ z̪ʲ] [s̠ z̠] [ɕ ʑ]). O russo tem os mesmos contrastes, mas se discute se as alvéolo-palatais são realmente fonêmicas porque só ocorrem quando geminadas, enquanto as consoantes retroflexas nunca são geminadas, sugerindo que são alófonos do mesmo fonema.
Um tanto mais comum são as línguas com 3 tipos de sibilantes, incluindo um assobiado e dois chiados. Como no polaco e no russo, os dois tipos chiados são geralmente pós-alveolares e alvéolo-palatais já que estes dois últimos são os mais distintos entre si. O mandarim é um exemplo de língua assim. Contudo, outras possibilidades existem. A língua servo-croata tem africadas alveolares, palatoalveolares e alvéolo-palatais, enquanto o basco tem fricativas e africadas palatoalveolares, e alveolares laminais e apicais (apicoalveolar). O português e o espanhol medieval tinham a mesma distinção entre as fricativas.
Idiomas com dois tipos de sibilantes (alveolares assobiadas e pós-alveolares chiadas) são extremamente comuns. Uma grande variedade de línguas através do mundo tem este padrão. Talvez o padrão mais comum seja igual ao do português, com sibilantes alveolares e palato-alveolares ([s z] e [ʃ ʒ]). O espanhol europeu moderno tem uma única sibilante fricativa apicoalveolar [s̠], e também uma única sibilante africada palatoalveolar [tʃ]. Entretanto, também há idiomas com sibilantes retroflexas alveolares e apicais (como o vietnamita padrão), e com alveolares e pós-alveolares alvéolo-palatais (como o japonês).
Poucos idiomas com sibilantes carecem de /s/ e /z/, mas existem. O vietnamita médio é normalmente reconstruído com duas fricativas sibilantes, ambas chiadas (uma retroflexa e uma alvéolo-palatal). Algumas línguas só possuem uma sibilante chiada e nenhuma assobiada, como os dialetos ceceantes do espanhol do sul da Espanha que substituíram a antiga fricativa assobiada por [θ], só deixando a sibilante [tʃ].
Idiomas sem sibilantes são raríssimos. A maioria deles não tem fricativa nenhuma, ou nenhuma fricativa além de /h/.  Exemplos incluem a maioria das línguas australianas, havaiano e a língua rotokas. Línguas com fricativas mas sem sibilantes existem; uma é a língua ukue da Nigéria, que só possui as fricativas /f, v, h/.

## Definições Controversas
Alguns autores, incluindo Chomsky e Halle agrupam as consoantes labiodentais [f] e [v] junto com as sibilantes. Entretanto, essas consoantes não têm a articulação sulcada e a alta frequência das demais sibilantes, e a maioria dos foneticistas continuam a agrupá-las junto com as bilabiais [ɸ] e [β] e as dentais [θ] e [ð] como fricativas anteriores não-sibilantes. Para agrupar sibilantes e [f] e [v], o termo estridente é mais comum. Alguns pesquisadores julgam o [f] como não-estridente em inglês (bem como no português), baseados nas medidas da sua amplitude comparativa, mas é dito como estridente em outras línguas, como na língua africana jeje que contrasta o seu [f] que é mais forte que o do português com o [ɸ] não-estridente, mais fraco.
Definir a natureza das sibilantes como 'fricativas com obstáculo' é complicado - há um continuum de possibilidades relacionadas ao ângulo ao qual o jato de ar pode atingir um obstáculo. O sulco ou ranhura no centro da língua geralmente considerado necessário para a classificação como sibilante foi observado em estudos ultrassônicos na consoante inglesa [θ] (th em thing) que supostamente não é uma sibilante.